# کور فلوران
کور فلوران (به فرانسوی: Cours Florent)؛ مدرسه تئاتر فرانسوی است که در سال ۱۹۶۷ توسط فرانسوا فلوران تأسیس شد. این مدرسه سه ساختمان در پاریس نوزدهم دارد (خیابان آرشرو، خیابان ماتیس و بلوار ژان ژوره) شعبه دوم در (بلژیک) و از سپتامبر ۲۰۱۵ شعبه سوم آن در مونپلیه تأسیس شد.
این مدرسه یک دوره آموزش تئاتر و سینما را در طول سه سال ارائه می‌دهد.

## تاریخچه
کور فلوران در سال ۱۹۶۷ توسط فرانسوا فلوران افتتاح شد. در ابتدا کلاس‌های آزاد آموزش کارگردانی بود که توسط فرانسیس هاستر بهترین دانشجوی سابقش ارائه می‌شد. از سال ۱۹۶۷ بسیاری از قبول شدگان در کنکور مدرسه هنرهای دراماتیک پاریس از کسانی بودند که در کورفلوران دوره دیده بودند و همین نکته شهرت این مدرسه را دو چندان کرد.
در دسامبر ۲۰۱۱، کورفلوران به مرکز «هنر و آفرینش» از گروه استودیالیس پیوست.

## آموزش
دوره آموزش بازیگری در کورفلوران سه سال به طول می‌انجامد. ورود به این دوره‌ها برای عموم از ۱۷ سال به بالا آزاد است (دانشجویان سال اول) بعد از طی این مرحله، یک دوره آموزشی و سلسله جلسات آموزشی ارائه می‌شود (دانشجو باید در دو سال آینده در دوره تئاتر فارغ‌التحصیل شود). این دوره کمک می‌کند تا هنرآموز به توانایی‌هایی برسد و در فیلم و تئاتر تخصص کافی را پیدا کند (صدا، بیان، بدن، حرکت، بداهه و غیره).
آموزش در این مدرسه شامل یک سری دوره (تک گویی و دیالوگ دو نفره) است که به اساتید کمک می‌کند تا توانایی‌های هنرجویان را ارزیابی کنند. هم‌چنین کورفلوران دارای دوره‌ای تخصصی برای آماده‌سازی هنرجویانش برای ورود به مدرسه هنرهای دراماتیک پاریس است.
آموزش بازیگری در کورفلوران رایگان است و دو سال طول می‌کشد. هنرجو از طریق شرکت در کنکور بین‌المللی سه مرحله‌ای می‌تواند وارد این دوره شود. این کنکور هرسال در پاریس و سایر استان‌ها برگزار می‌شود.
کورفلوران هم‌چنین دوره آموزشی کمدی موزیکال را (در دو سال) ارائه می‌دهد و موسیقی روز را در (سه سال) ارائه می‌دهد.
این مدرسه آموزش برای کودکان و نوجوانان نیز در دوره‌های خود دارد. دوره آموزش برای این دسته از هنرجویان از سن ۶ سالگی قابل ارائه است. این دوره‌های آموزشی شامل دوره‌های کارآموزی است و در طول سال تحصیلی ارائه می‌شود.

## پذیرش
ورود به آموزش فنی و حرفه‌ای یک بازیگر در سه سال است:
- پس از کارآموزی در دوره ۳۶ ساعته
- پس از کارآموزی در دوره تابستانی یا زمستانی این مرکز
- پس از مصاحبه (صرفاً برای هنرجویانی که اولین تجربه بازی خود را سپری می‌کنند)

اگر هنرجویان در این دوره‌ها موفق به پاس کردن واحدها و جلب نظر مثبت اساتید شوند در کوفلوران ثبت نام می‌شوند. دوره‌های تابستانی و زمستانی در شهرهای پاریس، بروکسل، بوردو، تولوز، مونپلیه و لیون قابل دسترسی است.

## زندگی در مدرسه
کورفلوران هر ساله جایزه‌ای تحت عنوان «اولگا اورستیژ» را به بهترین هنرجوی خود برای معرفی برنده به عموم و سینماگران اهدا می‌کند. جایزه «ژک» را نیز هر ساله به بهترین هنرجو می‌دهد.

## هنرجویان سابق
کورفلوران به هنرجویانش در هنگام آموزش کمک می‌کند تا با حرفه ای‌های سینما و تئاتر دیدار کنند. بسیاری از هنرجویان این مرکز توانستند تا وارد محیط حرفه‌ای شوند و جلوی دوربین یا روی صحنه هنر خود را به نمایش بگذارند.

### هنرجویان سرشناس
از زمان تأسیس کورفلوران هنرجویانی در آن دوره دیدند که بعدها به چهرهای شناخته شده‌ای بدل شدند. برخی از آن‌ها عبارتند از:
- ایزابل آجانی
- مرجانه العلوی
- ایوان آتال
- میلن فارمر
- دنیل اوتوی
- ادوارد بائر
- ژان بالیبار
- مالک بنتالا
- دومنیک بلان
- گیوم کنه
- ژیل کاپلان
- ایزابل کره
- نیکولا کزله
- آن کنسینی
- کلوتیلد کورو
- ژان-پییر داروسن
- امانوئل دوو
- ماری دو ویلپن
- ونسان البز
- گاد الماله
- استفان فرز
- تیری فرمون
- ژوزه گارسیا
- الیویه گورمه
- اوا گرین
- آنیه ژوی
- مرینا هندز
- فرانسیس اوستر
- دیانه کروگر
- ساموئل لوبیان
- ونسان لندون
- سوفی مارسو
- ژروم پاردون[۱۱]
- کریستیانا رئالی
- موریل روبن
- سباستین روشه
- ژان-پل روو
- ماتیلد سنیه
- اودره توتو
- گاسپار اولیل
- ژک وبر
- اوسه‌آن ژو